# Régiment Royal-Roussillon cavalerie
Pour le régiment d’infanterie, voir régiment Royal-Roussillon.
Le régiment Royal-Roussillon cavalerie est un régiment de cavalerie du royaume de France créé en 1668 devenu à la Révolution le 11e régiment de cavalerie.

## Création et différentes dénominations
- 1er avril 1668 : création du régiment Royal-Roussillon cavalerie
- 1714 : renforcé par incorporation du régiment de Le Gall, créé en 1688, qui avait combattu dans la guerre de la Ligue d'Augsbourg et celle de Succession d'Espagne[1].
- 1er décembre 1761 : renforcé par incorporation du régiment de Balincourt cavalerie[2]
- 1er janvier 1791 : renommé 11e régiment de cavalerie
- 24 septembre 1803 : transformé en cuirassiers, le 11e régiment de cuirassiers
- 18 décembre 1815 : licencié

## Équipement

### Étendards
6 étendards de « ſoye bleue, Soleil au milieu, deviſe du roi, & fleurs de lys brodées & frangées d’or ».

Étendard du régiment Royal-Roussillon
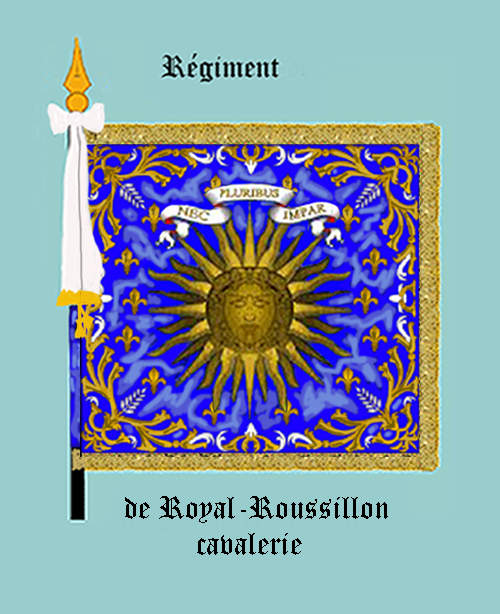
avers

### Habillement

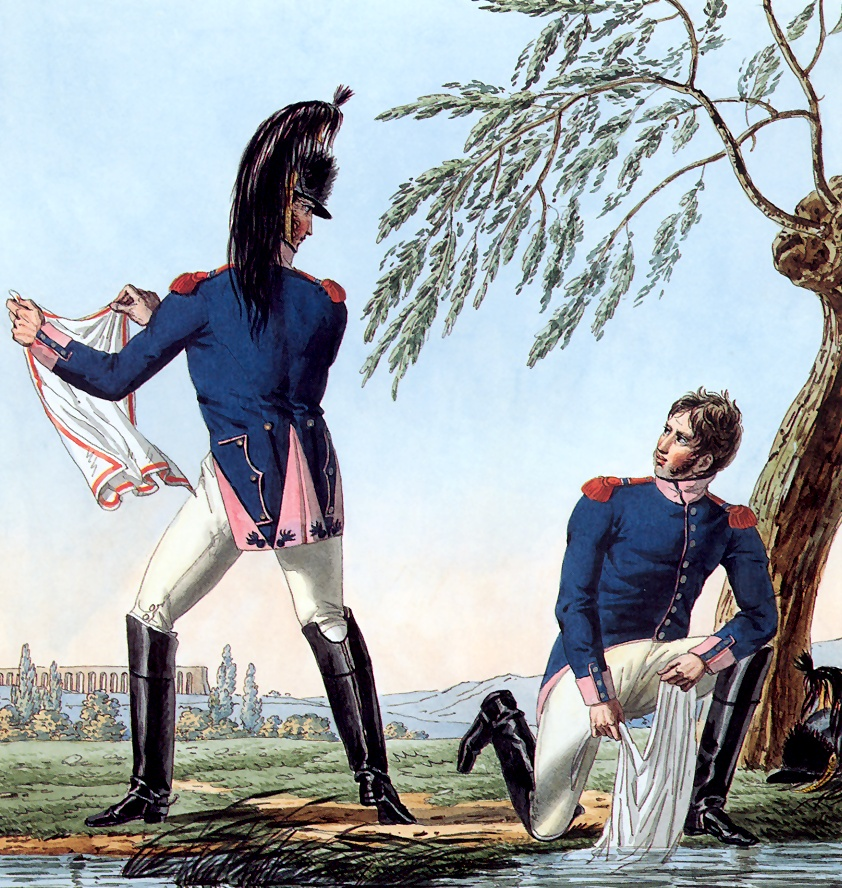
Cuirassiers du 11e régiment de cuirassiers de la Grande Armée, illustration de Vernet de la série La grande armée de 1812.

Uniformes
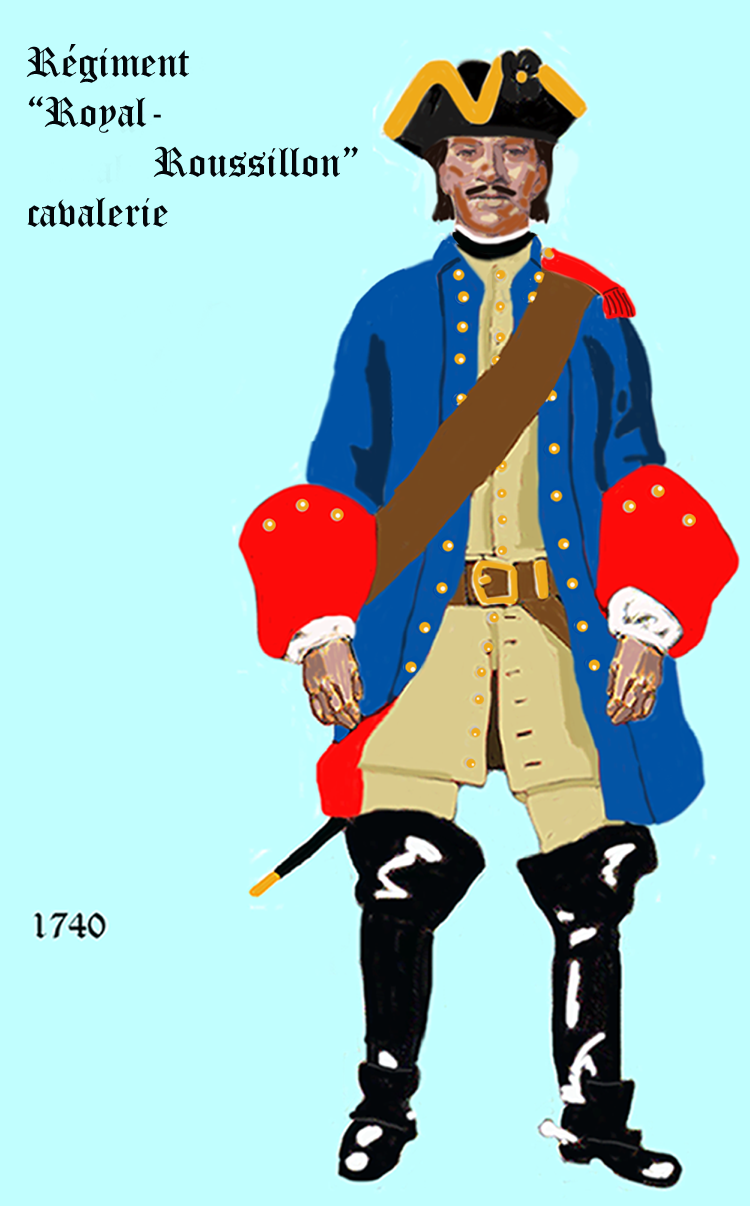
régiment Royal-Roussillon cavalerie de 1740 à 1757
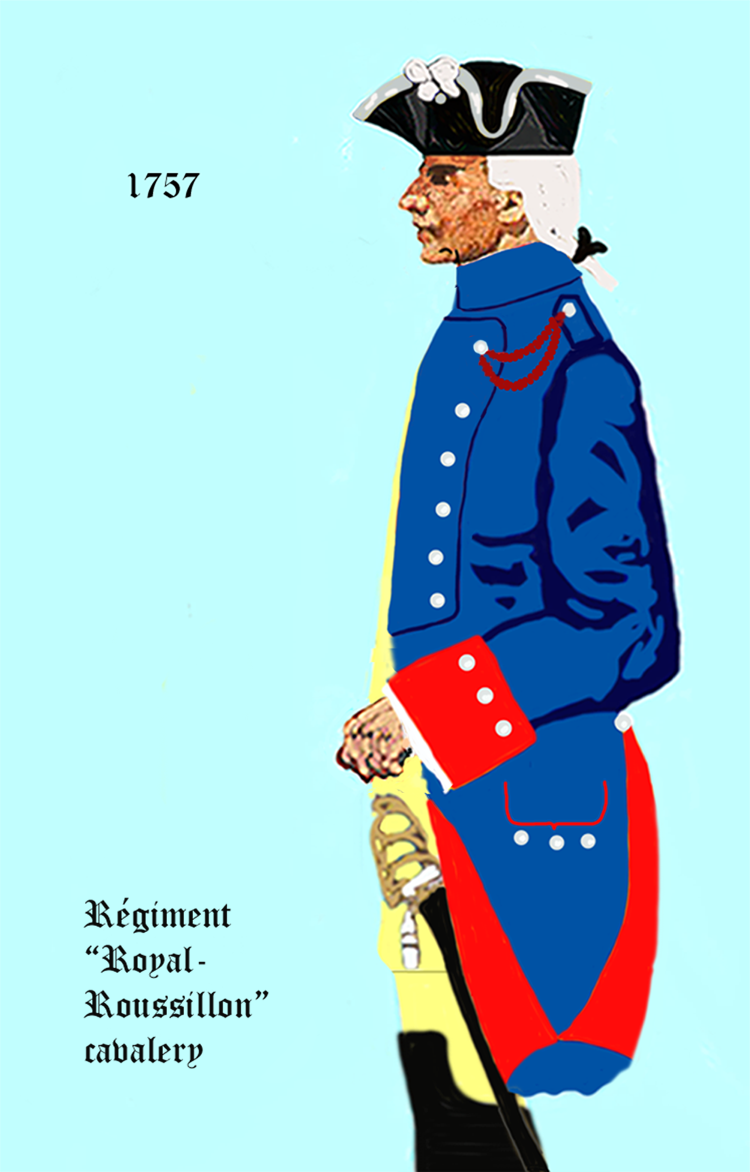
régiment Royal-Roussillon cavalerie de 1757 à 1762
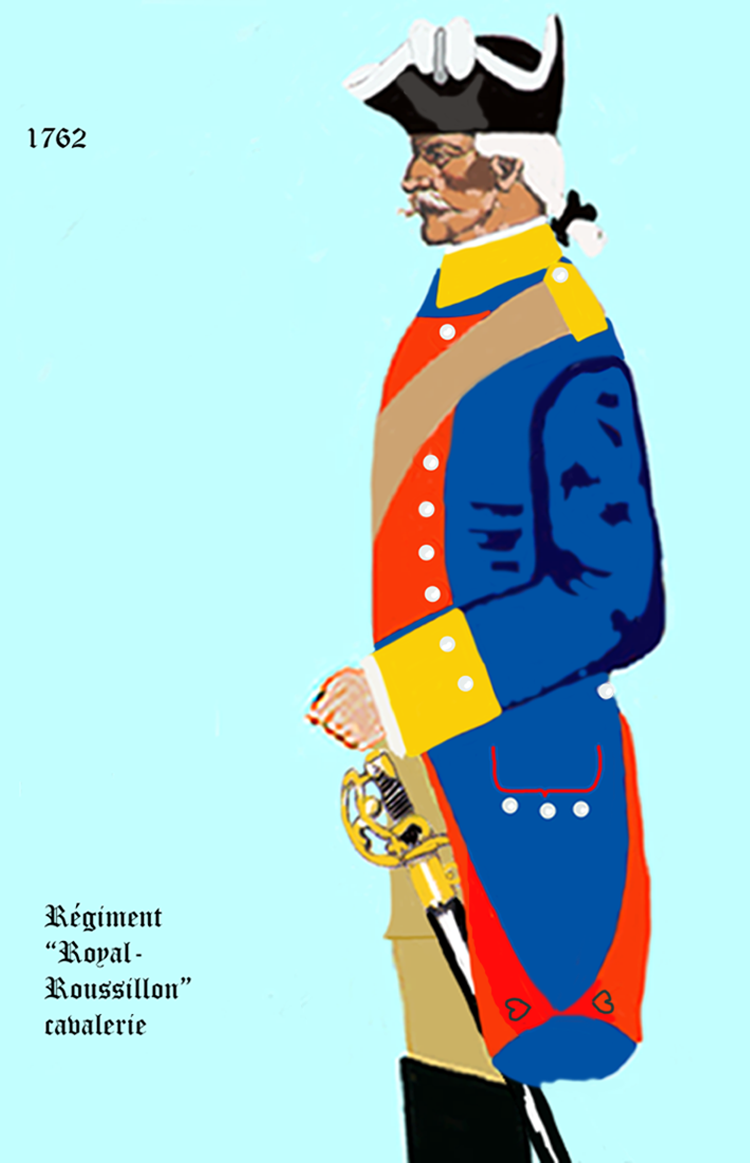
régiment Royal-Roussillon cavalerie de 1762 à 1767
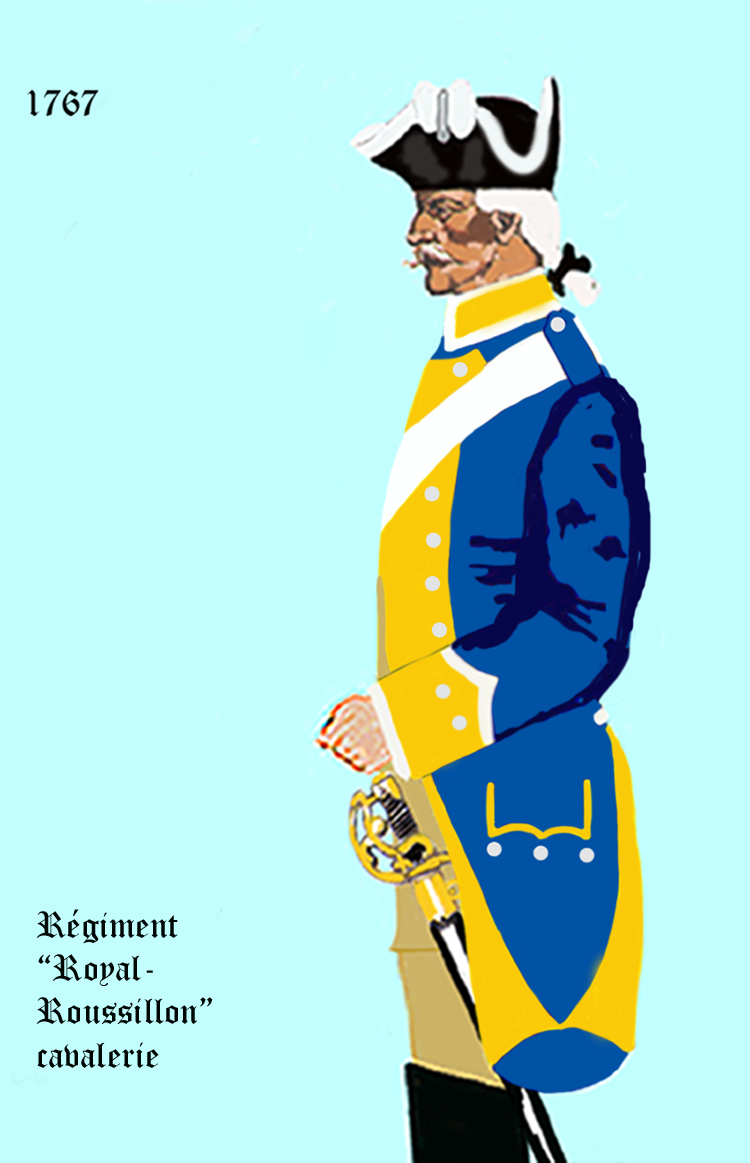
régiment Royal-Roussillon cavalerie de 1767 à 1776

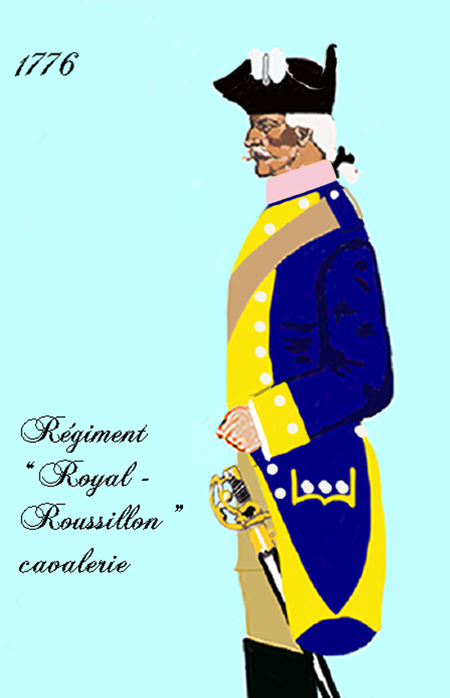
régiment Royal-Roussillon cavalerie de 1776 à 1779
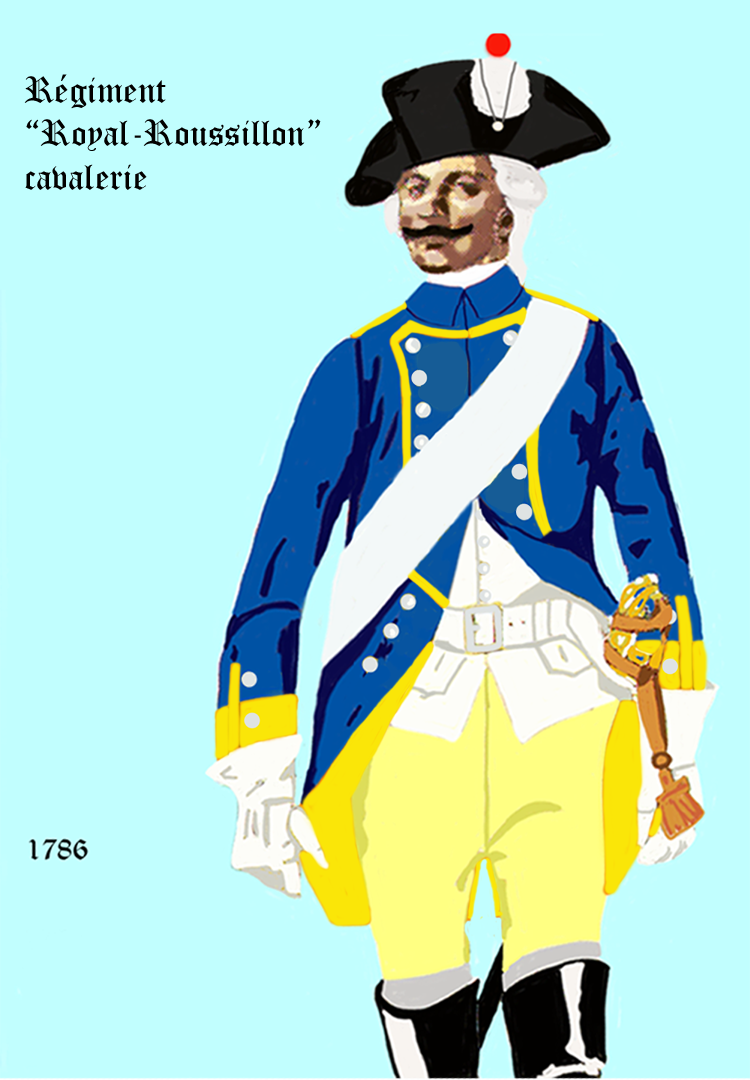
régiment Royal-Roussillon cavalerie de 1786 à 1791
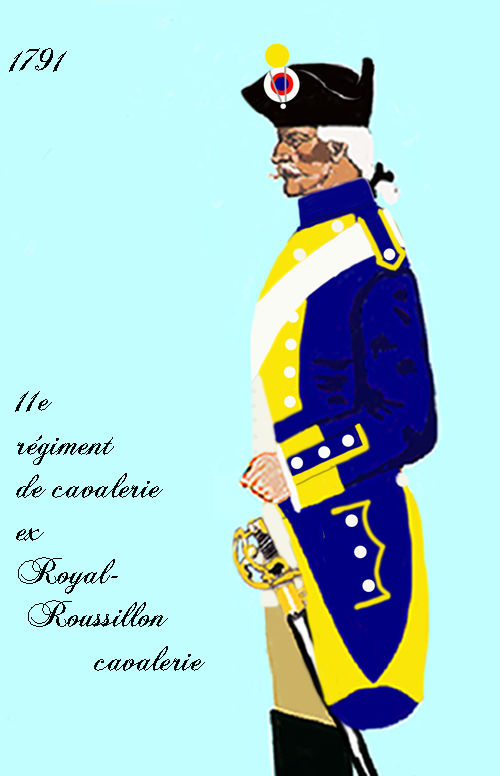
11e régiment de cavalerie à partir de 1791

## Historique

### Mestres de camp-lieutenants et colonels
- 1er avril 1668 : Joseph de Pons de Guimera, baron de Montclar, brigadier de cavalerie le 8 juin 1667, maréchal de camp le 2 avril 1675, lieutenant général le 25 février 1677, † avril 1690
- 23 août 1675 : N., marquis de Montfort
- 29 août 1693 : Jean-Baptiste Gaston de Choiseul, comte d’Hostel puis marquis de Praslin, brigadier le 28 avril 1694, maréchal de camp le 29 janvier 1702, lieutenant général le 9 février 1702, † 23 octobre 1705
- 29 janvier 1702 : N. de Bullion, marquis de Bonnelles
- 1706 : N. de Chemereuil
- 22 septembre 1706 : Jean-Baptiste François de Joanne de La Carre, comte de Saumery, 29 janvier 1709, maréchal de camp le 1er février 1719, † 19 mars 1732
- 22 mars 1718 : Louis Charles César Le Tellier, marquis de Courtenvaux puis comte puis duc d’Estrées, brigadier le 20 février 1734, maréchal de camp le 1er mars 1738, lieutenant général le 2 mai 1744, maréchal de France le 24 février 1757, † 2 janvier 1771
- 16 avril 1738 : Emmanuel, prince de Croï-Solre, déclaré brigadier le 1er juin 1745 par brevet expédié le 1er mai, déclaré maréchal de camp en décembre 1748 par brevet du 10 mai, lieutenant général le 17 décembre 1759, maréchal de France en 1783, † 15 décembre 1803
- mai 1748 : Louis Léon Félicité de Brancas, comte de Lauragais
- 3 août 1758 : Charles-François-César Le Tellier, marquis de Montmirail
- 24 décembre 1764 : Louis Joseph Le Tellier, marquis de Louvois
- 24 avril 1781 : Louis Hercule Timoléon, marquis de Cossé
- 2 avril 1786 : Antoine Louis, marquis de Wignacourt
- 25 juillet 1791 : Toussaint Joseph, chevalier de Lardemelle
- 10 juin 1792 : François Ligonier, † 12 mars 1804
- 22 septembre 1792 : Jacques Auguste Michel Marie Clapiers de Collonges
- 16 septembre 1794 : Anne Marie Louis Guillot Desbordelières
- 20 novembre 1801 : Albert Louis Emmanuel Fouler
- 31 décembre 1806 : Antoine Constant Dioville Brancas, † 21 mai 1809
- 1er juin 1809 : Pierre Duclaux, † 18 août 1828
- 3 septembre 1813 : François Nicolas Lefebvre
- 13 avril 1815 : N. Courtier

### Campagnes et batailles
- Guerre de Succession d'Autriche

11 mai 1745: bataille de Fontenoy
Le 11e régiment de cavalerie a fait les campagnes de 1792 à 1794 à l’armée de la Moselle.

Campagnes des ans IV et V aux armées de Rhin-et-Moselle et d’Italie ; an VI à l’armée d’Italie ; an VII aux armées de Rome et de Naples ; an VIII à l’armée d’Italie.
Le 11e régiment de cuirassiers a fait les campagnes de l’an XIV au corps de réserve de cavalerie de la Grande Armée ; de 1806 à 1808 au 4e corps de réserve de cavalerie ; 1809 et 1810 aux armées du Rhin et d’Allemagne (3e et 2e corps de cavalerie de réserve) ; 1812 et 1813 au corps d’observation de l’Elbe et au 1er corps de cavalerie de la Grande Armée ; 1814 au 1er corps de cavalerie et garnison de Hambourg ; 1815 à la 4e division de réserve de la cavalerie.
Licencié après Waterloo, le 18 décembre 1815, le régiment a versé son fond dans les Cuirassiers d'Orléans, qui a aussi reçu les débris de l'ancien 5e, ex Royal-Pologne.

### Quartiers
- Lille[3]